# Гуелфо Дзамбони
Гуелфо Дзамбони (на италиански: Guelfo Zamboni) е италиански дипломат, консул в Солун в годините на Втората световна война, спасил от депортация в лагерите на смъртта стотици евреи и обявен за праведник на света.

## Биография
Дзамбони е роден на 22 октомври 1896 година в Санта София, Кралство Италия, като последен осми син на многодетно занаятчийско семейство. Родителите му искат да го направят свещеник, но умират докато е малък. Дзамбони започва да посещава училище на късна възраст и същевременно работи, за да се издържа. На 19 години взима участие като пехотинец в Първата световна война от 1916 до 1918 година и получава Бронзов медал за военна храброст Кръст за военна доблест, тъй като е сериозно ранен.
След войната Дзамбони завършва икономика и търговия. В 1925 година полага дипломатическия изпит и започва в дипломатическа кариера. По традиция италианското външно министерство е доминирано от аристокрацията и Дзамбони е един от първите италиански дипломати със скромен произход. Бенито Мусолини отменя изискването кандидатите за дипломатическа кариера да представят нотариално заверено заявление, доказващо, че са от семейства с високи доходи, политика, която изключва италианците от средната и по-ниските класи от влизането в дипломатическия корпус. След като служи в Отдела за международни договори на Министерството на външните работи, Дзамбони служи в посолствата на Италия в Тирана и в Хелзинки.
След това Дзамбони става сътрудник на барон Бернардо Атолико, италианския посланик в Берлин между 1935 и 1940 година и в Германия научава немски и опознава Хитлеровите расови политики.
По време на Втората световна война през февруари 1942 година Дзамбони пристига в окупирания от Германия Солун като генерален консул на Италия. В града живее най-голямата общност на сефарадски евреи в света - 56 000 души към 1941 година.